# Lekkanaal
Lekkanaal – kanał w Nieuwegein, w prowincji Utrecht, w Holandii. Łączy kanał Amsterdam–Ren z rzeką Lek. Został wykopany w ramach prac związanych z budową kanału Amsterdam-Ren, a jego oddanie do użytku nastąpiło 23 marca 1938 roku. Długość kanału wynosi około 4 km.